# 黄叙
黄 叙（こう じょ、生没年不詳）は、中国後漢末期の人物。父は黄忠。
『三国志』蜀書黄忠伝において、「黄忠が逝去した時には既に（先に）亡くなっており、他に後継者もいなかった事から一族は断絶となった」と記述されているのみである。その他の彼の事跡については全く書かれておらず、他の人物の伝にも一切名前が出てきていない。
なお、小説『三国志演義』には登場していないが、小説『反三国志演義』においては活躍が描かれている。